# Lijst van afleveringen van Kees & Co
Dit is een lijst van afleveringen van de Nederlandse komedieserie Kees & Co die liep van 1997 tot 2006. In 2019 werd een vervolgserie gemaakt.

## Seizoen 1 (1997)
| Nr. | Aflevering | Titel                   | Uitzenddatum                                                                         |  |
| --- | ---------- | ----------------------- | ------------------------------------------------------------------------------------ |  |
| 1   | 1          | Kees                    | zaterdag 20 september 1997                                                           |  |
| 2   | 2          | Mannen en vrouwen       | zaterdag 27 september 1997                                                           |  |
| 3   | 3          | De blauwe enveloppe     | zaterdag 4 oktober 1997                                                              |  |
| 4   | 4          | Moeders en dochters     | zaterdag 18 oktober 1997 (week later ivm WK kwalificatiewedstrijd Nederland-Turkije) |  |
| 5   | 5          | Verrassing              | zaterdag 25 oktober 1997                                                             |  |
| 6   | 6          | Ongewenste intimiteiten | zaterdag 1 november 1997                                                             |  |
| 7   | 7          | Kees werkloos           | zaterdag 15 november 1997 (week later ivm live programma Heb ik dat?)                |  |
| 8   | 8          | Donder en bliksem       | zaterdag 22 november 1997                                                            |  |
| 9   | 9          | Zorgen, zorgen          | zaterdag 29 november 1997                                                            |  |
| 10  | 10         | Mannen en macho's       | zaterdag 6 december 1997                                                             |  |
| 11  | 11         | Angst                   | zaterdag 13 december 1997                                                            |  |
| 12  | 12         | Sonja                   | zaterdag 20 december 1997                                                            |  |

## Seizoen 2 (1998)
| Nr. | Aflevering | Titel                     | Uitzenddatum                |  |
| --- | ---------- | ------------------------- | --------------------------- |  |
| 13  | 1          | Sonja's trouwdag          | donderdag 10 september 1998 |  |
| 14  | 2          | Wat is liefde?            | donderdag 17 september 1998 |  |
| 15  | 3          | Rudie's dagboek           | donderdag 24 september 1998 |  |
| 16  | 4          | Verslaafd                 | donderdag 1 oktober 1998    |  |
| 17  | 5          | De grote klus             | donderdag 8 oktober 1998    |  |
| 18  | 6          | Beam me up Scotty         | donderdag 15 oktober 1998   |  |
| 19  | 7          | Vakantie in Florida       | donderdag 22 oktober 1998   |  |
| 20  | 8          | Aangenaam kennis te maken | donderdag 29 oktober 1998   |  |
| 21  | 9          | Een goed gesprek          | donderdag 5 november 1998   |  |
| 22  | 10         | Voorspoed en geluk        | donderdag 12 november 1998  |  |
| 23  | 11         | De kat van de buren       | donderdag 19 november 1998  |  |
| 24  | 12         | Rampen                    | donderdag 26 november 1998  |  |
| 25  | 13         | Je leeft maar twee keer   | donderdag 3 december 1998   |  |

## Seizoen 3 (1999)
| Nr.                                                              | Aflevering | Titel            | Uitzenddatum             |  |
| ---------------------------------------------------------------- | ---------- | ---------------- | ------------------------ |  |
| 26                                                               | 1          | De loterij       | vrijdag 8 januari 1999   |  |
| 27                                                               | 2          | 't Werd zomer    | vrijdag 15 januari 1999  |  |
| 28                                                               | 3          | De uitdaging     | vrijdag 22 januari 1999  |  |
| 29                                                               | 4          | De ontzetting    | vrijdag 29 januari 1999  |  |
| 30                                                               | 5          | Ben je daar mam? | vrijdag 5 februari 1999  |  |
| 31                                                               | 6          | Herinneringen    | vrijdag 12 februari 1999 |  |
| Compilatieaflevering van de eerste drie seizoenen van Kees & Co. |            |                  |                          |  |

## Seizoen 4 (voorjaar 2000)
| Nr. | Aflevering | Titel                       | Uitzenddatum                                                 |  |
| --- | ---------- | --------------------------- | ------------------------------------------------------------ |  |
| 32  | 1          | Een vrije middag            | dinsdag 8 februari 2000                                      |  |
| 33  | 2          | Enge dingen                 | dinsdag 15 februari 2000                                     |  |
| 34  | 3          | 't Staat in de sterren      | dinsdag 29 februari 2000                                     |  |
| 35  | 4          | De denkbeeldige hond        | dinsdag 7 maart 2000                                         |  |
| 36  | 5          | Het loodgietend prijsdier   | dinsdag 14 maart 2000                                        |  |
| 37  | 6          | Van het kastje naar de muur | dinsdag 28 maart 2000 (week later ivm live voetbalwedstrijd) |  |
| 38  | 7          | Vermist en gevonden         | dinsdag 4 april 2000                                         |  |
| 39  | 8          | Ik praat niet meer met jou  | dinsdag 11 april 2000                                        |  |
| 40  | 9          | Lucky slip                  | dinsdag 18 april 2000                                        |  |
| 41  | 10         | Een weekend weg             | dinsdag 25 april 2000                                        |  |
| 42  | 11         | De zoete verleiding         | dinsdag 2 mei 2000                                           |  |
| 43  | 12         | Ach, vader niet meer        | dinsdag 9 mei 2000                                           |  |
| 44  | 13         | Groeten uit Sicilië         | dinsdag 16 mei 2000                                          |  |

## Seizoen 5 (najaar 2000)
| Nr. | Aflevering | Titel              | Uitzenddatum                                                      |  |
| --- | ---------- | ------------------ | ----------------------------------------------------------------- |  |
| 45  | 1          | Dag Anne           | dinsdag 26 september 2000                                         |  |
| 46  | 2          | Beroemd            | dinsdag 3 oktober 2000                                            |  |
| 47  | 3          | Omaatje lief       | dinsdag 10 oktober 2000                                           |  |
| 48  | 4          | Luister en huiver  | dinsdag 17 oktober 2000                                           |  |
| 49  | 5          | Lange vingers      | dinsdag 24 oktober 2000                                           |  |
| 50  | 6          | Kunstijs           | dinsdag 31 oktober 2000                                           |  |
| 51  | 7          | Oma's verjaardag   | dinsdag 14 november 2000                                          |  |
| 52  | 8          | De bus             | dinsdag 21 november 2000                                          |  |
| 53  | 9          | De verjaardag      | dinsdag 28 november 2000                                          |  |
| 54  | 10         | Kijk nooit om      | dinsdag 12 december 2000 (week later ivm pakjesavond Sinterklaas) |  |
| 55  | 11         | Het wonder         | dinsdag 19 december 2000                                          |  |
| 56  | 12         | Kerstfeest bij oma | dinsdag 25 december 2000                                          |  |
| 57  | 13         | Millennium         | dinsdag 2 januari 2001                                            |  |

## Seizoen 6 (2002)
| Nr. | Aflevering | Titel            | Uitzenddatum                                                        |  |
| --- | ---------- | ---------------- | ------------------------------------------------------------------- |  |
| 58  | 1          | Nieuwe wegen     | donderdag 26 september 2002                                         |  |
| 59  | 2          | Superman         | donderdag 3 oktober 2002                                            |  |
| 60  | 3          | Het monument     | donderdag 10 oktober 2002                                           |  |
| 61  | 4          | Body talk        | donderdag 17 oktober 2002                                           |  |
| 62  | 5          | De trouwerij     | donderdag 24 oktober 2002                                           |  |
| 63  | 6          | De droom         | donderdag 1 november 2002                                           |  |
| 64  | 7          | Het allerergste  | donderdag 8 november 2002                                           |  |
| 65  | 8          | Fietsendieven    | donderdag 15 november 2002                                          |  |
| 66  | 9          | Oogappeltjes     | donderdag 22 november 2002                                          |  |
| 67  | 10         | Wie wil er thee? | donderdag 29 november 2002                                          |  |
| 68  | 11         | Arriba!          | donderdag 12 december 2002 (week later ivm pakjesavond Sinterklaas) |  |
| 69  | 12         | De avondcursus   | donderdag 19 december 2002                                          |  |
| 70  | 13         | Een goed gevoel  | donderdag 2 januari 2003 (week later ivm eerste kerstdag)           |  |

## Seizoen 7 (2004)
| Nr. | Aflevering | Titel                                | Uitzenddatum                                                                             |  |
| --- | ---------- | ------------------------------------ | ---------------------------------------------------------------------------------------- |  |
| 71  | 1          | Een kopje koffie is een kopje koffie | zondag 26 september 2004                                                                 |  |
| 72  | 2          | En allemaal mee-eten                 | zondag 3 oktober 2004                                                                    |  |
| 73  | 3          | Ziek van liefde                      | zondag 10 oktober 2004                                                                   |  |
| 74  | 4          | Snap je?                             | zondag 17 oktober 2004                                                                   |  |
| 75  | 5          | Committen                            | zondag 24 oktober 2004                                                                   |  |
| 76  | 6          | Verwarring alom                      | zondag 31 oktober 2004                                                                   |  |
| 77  | 7          | Het groenogig monster                | zondag 15 november 2004 (week later ivm live hockeywedstrijd finale Nederland-Duitsland) |  |
| 78  | 8          | Un petit peu stoned                  | zondag 22 november 2004                                                                  |  |
| 79  | 9          | Wie slaapt bij wie?                  | zondag 29 november 2004                                                                  |  |
| 80  | 10         | No business like showbusiness        | zondag 12 december 2004 (week later ivm pakjesavond Sinterklaas)                         |  |
| 81  | 11         | Grote jongens, grote macht           | zondag 19 december 2004                                                                  |  |
| 82  | 12         | Bart-Jan                             | zondag 2 januari 2005 (week later ivm tweede kerstdag)                                   |  |
| 83  | 13         | Warmte                               | zondag 9 januari 2005                                                                    |  |

## Seizoen 8 (2006)
| Nr. | Aflevering | Titel                    | Uitzenddatum            |  |
| --- | ---------- | ------------------------ | ----------------------- |  |
| 84  | 1          | Op leeftijd              | donderdag 2 maart 2006  |  |
| 85  | 2          | Simone Kleinsma          | donderdag 9 maart 2006  |  |
| 86  | 3          | Roze wolk                | donderdag 16 maart 2006 |  |
| 87  | 4          | Eitje                    | donderdag 23 maart 2006 |  |
| 88  | 5          | Pla!                     | donderdag 30 maart 2006 |  |
| 89  | 6          | Karel                    | donderdag 6 april 2006  |  |
| 90  | 7          | Het gras is...           | donderdag 13 april 2006 |  |
| 91  | 8          | Kiplekker                | donderdag 20 april 2006 |  |
| 92  | 9          | Det's mie                | donderdag 27 april 2006 |  |
| 93  | 10         | De Donatelli's           | donderdag 4 mei 2006    |  |
| 94  | 11         | Tegen het zere been      | donderdag 11 mei 2006   |  |
| 95  | 12         | Snik, snik               | donderdag 18 mei 2006   |  |
| 96  | 13         | Eind goed, bijna al goed | donderdag 25 mei 2006   |  |

## Afleveringenperioden met personages
- Kees Heistee: Kees - heden
- Ben Heistee: Kees - Millennium
- Anne Heistee: Kees - Bart-Jan
- Rudie Heistee: Kees - Het allerergste
- Sonja Wegeman: Kees - Eind goed, bijna al goed
- Motorrijder: Kees - Wat is liefde?
- Moeder van Kees: Moeders en dochters - Kerstfeest bij oma
- Christine: Kees werkeloos - Millennium
- Gijs: Dag Anne - Oma's verjaardag
- Harry: - Wat is liefde? - Ongewenste intimiteiten
- Magnum: Kees - Lucky Slip
- Trudy: Mannen en vrouwen - Het Monument
- Piet: Mannen en vrouwen - Mannen en macho's
- Sven: Mannen en vrouwen -  Zorgen, zorgen
- Erik: Mannen en macho's - Wat is liefde?
- To: Sonja's Trouwdag - Ben je daar, mam?
- Cor: Rudie's Dagboek - Oma's verjaardag
- Vader van Magnum: Aangenaam kennis te maken - De loterij
- Moeder van Magnum: Aangenaam kennis te maken - Een vrije middag
- Fred: De denkbeeldige hond - Kerstfeest bij oma
- Rufus: Kees werkeloos - Donder en bliksem
- Leo van Dam: Angst - De uitdaging
- Dora van Dam: Angst - Het wonder
- Ron: De grote klus - Millennium
- Koen Smulders: Nieuwe wegen - Een goed gevoel
- Thomas: Superman - Een goed gevoel
- Frank Speijer: Een kopje koffie is... - Eind goed, bijna al goed
- Mariel Speijer: Een kopje koffie is... - Eind goed, bijna al goed
- Steven Speijer: Een kopje koffie is... - Eind goed, bijna al goed
- Joke Speijer: Een kopje koffie is... - Tegen het zere been
- Jaap: Snik, snik - Eind goed, bijna al goed
- Brenda: Ik woon hier - heden
- Coosje: Ik woon hier - heden
- Lars: Ik woon hier - heden
- Annelot: Ik woon hier - heden